# Сидиропулос, Павлос
Павлос Сидиропулос (греч. Παύλος Σιδηρόπουλος; 1948—1990) — греческий певец и музыкант; поддерживал использование греческого языка в рок-музыке, когда большинство греческих рок-групп использовали английский язык.

## Биография
Родился 27 июля 1948 года в Афинах в богатой семье. Его отец Костас происходил из известной купеческой семьи, мать Дженни была внучкой Йоргиса Зорбаса, Таким образом Павлос — правнук грека Зорбаса, прототипа вымышленного Алексиса Зорбаса — героя всемирно известного романа «Невероятные похождения Алексиса Зорбаса» Никоса Казандзакиса.
До шести лет Павлос жил в Салониках в доме своего дедушки, но после рождения сестры Мелины, вся семья переехала на постоянное жительство в Афины. В школьные годы он был хорошим учеником, заинтересовался рок-музыкой в середине 1960-х годов побывал на концертах греческих рок-групп. После окончания школы, в 1967 году, поступил на факультет математики в Университет Аристотеля в Салониках. Здесь он познакомился со своим одногруппником и будущим поэтом-песенником Вангелисом Германосом (англ. Vangelis Germanos). Они вместе занимались музыкой, Павлос играл на перкуссии. Это было время политической активности студентов в Греции в период военной диктатуры, но друзья не прекращали занятия музыкой. 
В университете в 1970 году вместе с Pantelis Delleyannidis Сидиропулос начал свою музыкальную карьеру, основав рок-группу «Damon and Pythias». Не окончив образование и разочаровавшись в революционной деятельности молодежи, он начал работать на фабрике своего отца. Вскоре он познакомился с греческим музыкантом Дионисисом Саввопулосом и его группой «Bourboulia». Присоединившись к ней, принял участие в создании альбома «Damis the tough» и оставался в группе до 1974 года. Именно здесь Сидиропулос начал экспериментировать с греческими текстами в рок-музыке. После этого сотрудничал с композитором Яннисом Маркопулосом (англ. Yannis Markopoulos), а в 1976 году вместе с братьями Spiropoulos Павлос основал музыкальную группу «Spiridoula». В 1980 году Сидиропулос присоединился к группе «Oi Aprosarmostoi», где оставался до конца жизни. Снимался в кино.
Летом 1990 года умерла его мать, левая рука музыканта оказалась парализованной в результате длительного употребления наркотиков, от которых он пытался отказаться в течение многих лет. Павлос продолжал выступления, но его здоровье ухудшалось. Умер 6 декабря 1990 года в Афинах от сердечного приступа, вызванного передозировкой героина.